# Virginia Roberts Giuffre
Virginia Louise Roberts Giuffre (* 9. August 1983 als Virginia Louise Roberts in Sacramento, Kalifornien; † 25. April 2025 in Neergabby, Western Australia) war eine US-amerikanisch-australische Klägerin in mehreren Schmerzensgeldverfahren gegen Prinz Andrew, Alan M. Dershowitz und Jean-Luc Brunel wegen sexuellen Missbrauchs von Jugendlichen. Zudem war sie die Hauptklägerin gegen den bereits wegen Prostitution einer Minderjährigen verurteilten Jeffrey Epstein, der angeklagt war, einen Ring zur sexuellen Ausbeutung von Minderjährigen unterhalten zu haben, bis er im Juli 2019 festgenommen wurde und im darauf folgenden Monat in seiner Gefängniszelle in der Untersuchungshaft starb.

## Leben
Giuffre verbrachte ihre Kindheit mit ihren Eltern im kalifornischen Sacramento. Im Alter von 11 Jahren wurde sie von einer der Familie nahestehenden Person vergewaltigt. Dieses Ereignis führte dazu, dass sich ihre Eltern scheiden ließen. Nachdem sie vor häuslichem Missbrauch geflohen und auf der Straße gelandet war, zog sie zu einer Tante, bis sie 1997 wieder bei ihrem Vater wohnte, einem Angestellten in der Hausverwaltung der Hotelanlage Mar-a-Lago des späteren US-Präsidenten Donald Trump in Palm Beach. Dort arbeitete sie im Wellnessbereich, wo sie 1998 bei der Arbeit von Ghislaine Maxwell angesprochen worden sein soll. Epstein und Maxwell stehen im Verdacht, einen Sexhandelsring mit Minderjährigen betrieben zu haben. Maxwell rekrutierte sie im Alter von 16 Jahren. Drei Jahre später wurde sie zu einer Massage-Schulung nach Thailand geflogen. Im Auftrag von Epstein sollte sie auch ein thailändisches Mädchen in die Vereinigten Staaten zurückbegleiten.
In Thailand lernte sie jedoch den australischen Kampfsporttrainer Robert Giuffre kennen, den sie später heiratete. Mit ihm zog sie nach Australien und brach daraufhin jeden Kontakt zu Epstein ab. Sie war Mutter dreier Kinder.
Ende März 2025 teilte sie auf ihrem Account bei Instagram mit, dass sie bei einem Verkehrsunfall mit einem Schulbus schwere Verletzungen erlitten habe und im Krankenhaus behandelt werde. Die Polizei teilte mit, dass sich der Unfall am 24. März 2025 ereignet habe und es ein leichter Unfall ohne Verletzte gewesen sei. Anfang April 2025 Jahres gab Giuffre an, ihr Ehemann Robert habe sie jahrelang körperlich misshandelt. Am 25. April 2025 beging sie Suizid auf ihrer Farm im australischen Bundesstaat Western Australia.

## Vorwürfe von sexuellem Missbrauch und Fehlverhalten

### Gegen Andrew, Herzog von York
2019 ging sie mit Vorwürfen an die Öffentlichkeit, 2001 im Alter von 17 Jahren von Epstein und Maxwell nach London gebracht und dort gezwungen worden zu sein, mit Prinz Andrew Geschlechtsverkehr zu haben. Am Montag, den 9. August 2021, klagte sie gegen Andrew, Duke of York, auf Zahlung von Schmerzensgeld wegen sexuellen Missbrauchs. Prinz Andrew beantragte am 29. Oktober 2021 die Abweisung der Zivilklage. In den Unterlagen bezeichnete Andrew Giuffres angeblich „unbegründete“ Klage als Versuch, „einen weiteren Zahltag“ zu erreichen. Im Februar 2022 endete der Prozess mit einem Vergleich. Britische Zeitungen berichteten, dass 14 Mio. Euro gezahlt worden wären.

### Gegen Alan Dershowitz
Sie verklagte 2019 Alan Dershowitz wegen sexuellen Missbrauchs und Rufschädigung, der daraufhin eine Gegenklage wegen Rufschädigung und absichtlichen Zufügens von emotionalem Stress einreichte. Im November 2022 zog Giuffre ihre Klage gegen Dershowitz zurück. Sie erkenne, dass sie bei der Identifizierung von Dershowitz „vielleicht einen Fehler“ gemacht habe. Für die Beilegung des Rechtsstreits soll kein Geld geflossen sein.

### Gegen Jean-Luc Brunel
Brunel war der Gründer der Modelagentur MC2, von der die Staatsanwaltschaft glaubte, dass sie als Tarnfirma für Sexhandel benutzt wurde. Roberts Giuffre erklärte bei ihrer Vernehmung 2016, der Modelagent Brunel scheine „über ein Arrangement mit der amerikanischen Regierung verfügt zu haben“, um für die Mädchen Reisedokumente zu erhalten. Er war ein Geschäftspartner und enger Freund Epsteins, der diesen 2008 und 2009 Dutzende Male im Gefängnis in Miami besuchte. Brunel stand im Verdacht, mehrere Mädchen im Alter von 12 bis 24 Jahren an Epstein in die USA vermittelt zu haben. Er soll 12-jährige Schwestern aus einer Pariser Wohnsiedlung nach Amerika geflogen haben, damit diese von Epstein als „Geburtstagsgeschenk“ missbraucht werden konnten.
Inmitten der US-Untersuchung zum Epstein-Skandal 2019 forderten Marlène Schiappa (Loi Schiappa) und ihr Ministerkollege Adrien Taquet für den Schutz von Kindern öffentlich eine Untersuchung in Frankreich. Kurz darauf eröffnete der Pariser Staatsanwalt Rémy Heitz eine Voruntersuchung wegen möglicher Verbrechen, darunter Vergewaltigung von Mädchen unter 15 Jahren. Es folgten Dutzende von Frauen, die ebenfalls vortrugen, sie seien von Brunel missbraucht worden, während er mit Epstein einen Sexring mit Minderjährigen betrieb. Fast alle Anschuldigungen gegen Brunel bezogen sich auf Vorfälle aus den 1970er bis 90er Jahren. Das bedeutete, dass die in Frankreich für die Verfolgung von Sexualverbrechen geltende Verjährungsfrist von 20 Jahren verstrichen war. In Paris wurde diese „French Connection“ fast schamvoll diskret behandelt. Brunel wurde von der Polizei, die ihm den Spitznamen „The Ghost“ gab, als „unantastbar“ betrachtet, er lebte weiterhin in Paris und reiste häufig ins Ausland.
Im November 2020 reagierte Roberts Giuffre auf einen Online-Appell der französischen Richter in englischer Sprache. Sie stellte genügend Beweise zur Verfügung und wurde die Hauptzeugin in der Strafverfolgung Brunels. Brunel sollte im Januar 2021 nach weiteren Ermittlungen verhaftet werden. Er wurde aber schon am 16. Dezember 2020 am Flughafen Charles de Gaulle in Paris mit einem One-Way-Ticket nach Dakar, Hauptstadt des Senegal, von der Polizei abgefangen und verhaftet. Roberts Giuffre gab an, sie sei von Brunel „in den frühen 2000er Jahren vergewaltigt worden“, dies war ein erheblicher Durchbruch für die Ermittlungen. Es bedeutete, dass das vorgeworfene Verbrechen innerhalb der Verjährungsfrist lag und daher verfolgt werden konnte.
Brunel starb im Februar 2022 mutmaßlich durch Suizid im Gefängnis, bevor es zu einem Prozess kommen konnte.

## Tod
Am 31. März 2025 gab Giuffre in einem Instagram-Post an, ihr Auto sei mit einem Bus kollidiert, der mit 110 km/h unterwegs war, wodurch sie ein Nierenversagen erlitten habe. Giuffre sagte, ihr seien noch vier Tage zu leben gegeben worden. Ihre Familie verlautbarte später, die Polizei sei gerufen worden, habe aber mitgeteilt, dass niemand verfügbar sei um zur Unfallstelle zu kommen. Giuffre, die „angeschlagen und verletzt“ war, wurde daraufhin in ein Krankenhaus eingeliefert und später entlassen.
Giuffre verstarb am 25. April 2025 im Alter von 41 Jahren in ihrem Haus in Neergabby (Westaustralien). Ihr Vater vermutete zunächst einen Suizid, sagte am 1. Mai aber, er glaube, jemand habe sie „erwischt“.
Dies deckt sich mit Aussagen von Giuffre selbst und ihrer Therapeutin, die Suizid vorab ausgeschlossen haben.